# Andrée Peel
Andrée Peel (3. februar 1905 – 5. marts 2010) var en fransk modstandskvinde under 2. verdenskrig.
Andrée Peel blev født i Frankrig den 3.februar 1905 og hendes fødenavn var Andrée Martha Virot og hendes forældre var Francis og Martha Virot. .  
Hun døde fredeligt den 5.marts 2010 på plejehemmet i Bristol. 

## Modstandsarbejde i 2. verdenskrig
Da nazisterne invaderede Frankrig i 1940, droppede hun arbejdet som ejer af en skønhedssalon i Breton til fordel for modstandsarbejdet. Hun var virksom under kodenavnet "Agent Rose". Hun omdelte illegale aviser og tidsskrifter og hun blev senere udnævnt til leder af en underafdeling i modstandsbevægelsen.Sammen med  sit hold, hjalp hun med improviserede landingspladser og lys og lamper så allierede fly kunne lande. Hun ydede hjælp til dusinvis af britiske og  amerikanske flyvere med at flygte fra den tyske besættelsesmagt, bl.a. ved hjælp af undervands- og kanonbåde. Hun reddede livet for 102 mænd og hjalp mere end 20.000 mennesker.  
Hun blev arresteret i Paris i 1944 og  blev sendt til koncentrationslejren Ravensbrück. Senere blev hun overført til koncentrationslejren Buchenwald. Hun blev sammen med flere andre koncentrationslejrfanger stillet op på rækker foran en henrettelsespeleton, da amerikanske styrker stormede lejren og befriede fangerne. Desuden havde hun fået meningitis, som hun tillige mirakuløst overlevede.  
Kort efter krigens afslutning, modtog hun et takkebrev fra Winston Churchill. 

## Liv efter krigen
Efter krigen arbejdede hun en tid i en restaurant i Paris, hvor hun mødte sin kommende ægtemand, en engelsk akademiker som hed John Peel, som på dettes tidspunkt stadig var studerende. De blev gift og bosatte sig nær Bristol i England flere år senere. Parret fik ingen børn.  
I 2010, da hun fyldte 105 år, fik hun et hoftebrud efter et fald og måtte opereres. Hun kom da på et plejehjem. Da hun fyldte 105 år, fejrede plejehjemmet hende i selskab med venner, samt kager lavet i samme farver som Frankrigs flag. 
Hun døde fredeligt den 5.marts 2010 på et plejehjem i Bristol. 

## Udmærkelser
Andrée Peel modtog Lègion d´honneur ordenen som blev overrakt til hende af hendes bror, den firestjernede general, Maurice Virot i 2004.
Den 3.februar 2005 modtog hun et lykønskningstelegram på sin 100-års fødselsdag fra dronning Elizabeth.  
Hun har modtaget følgende dekoreringer:
- Ordre de la Libération.
- Croix de Guerre (med sejspalme).
- Croix du combattant volontaire de la Résistance
- Médaille de la Résistance.
- Médaille de la déportation et de l'internement pour faits de Résistance
- Médaille de reconnaissance de la Nation
- Médaille commémorative de la guerre 1939-1945
- Knight og the Légion d´honneur i 1967.
- King´s Commendation for Brave Conduct.
- American Medal of Freedom.